# Підвисоке (Дубенський район)
Підвисо́ке — село в Україні, у Козинській сільській громаді Дубенського району Рівненської області. Населення становить 81 особу.
Соціальна інфраструктура у критичному стані. Збережено приміщення чеської забудови у якому було розміщений ФАП.Більшість житлових будинків побудовано в 70 - х роках ХХ століття.  Немає діючих магазинів, автобусне сполучення нерегулярне. В селі знаходиться цегельний завод, який працює сезонно.
Населений пункт займає вигідне розташування на перетині міжрайонної лінії, що зумовлює жвавий транспортний рух в умовах ґрунтового шляхового покриття після кінцевої точки населеного пункту. 
Село оточено лісовими масивами. Орна частина земельного фонду перевищує норми.  
Село славиться найглибшими в окрузі криницями, їх там 4, глибина сягає 80-97 м.

## Історія
У 1906 році хутір Теслугівської волості Дубенського повіту Волинської губернії. Відстань від повітового міста 40 верст, від волості 12. Дворів 1, мешканців 6.
7 (20) листопада 1917 року, відповідно до Третього Універсалу Української Центральної Ради, увійшло до складу Української Народної Республіки.
12 червня 2020 року, відповідно до розпорядження Кабінету Міністрів України № 722-р від «Про визначення адміністративних центрів та затвердження територій територіальних громад Рівненської області», увійшло до складу Козинської сільської громади Радивилівського району.
19 липня 2020 року, в результаті адміністративно-територіальної реформи та ліквідації Радивилівського району, село увійшло до складу Дубенського району.